# アイスランドの地理

アイスランドの地図。主要都市と地勢を示す。

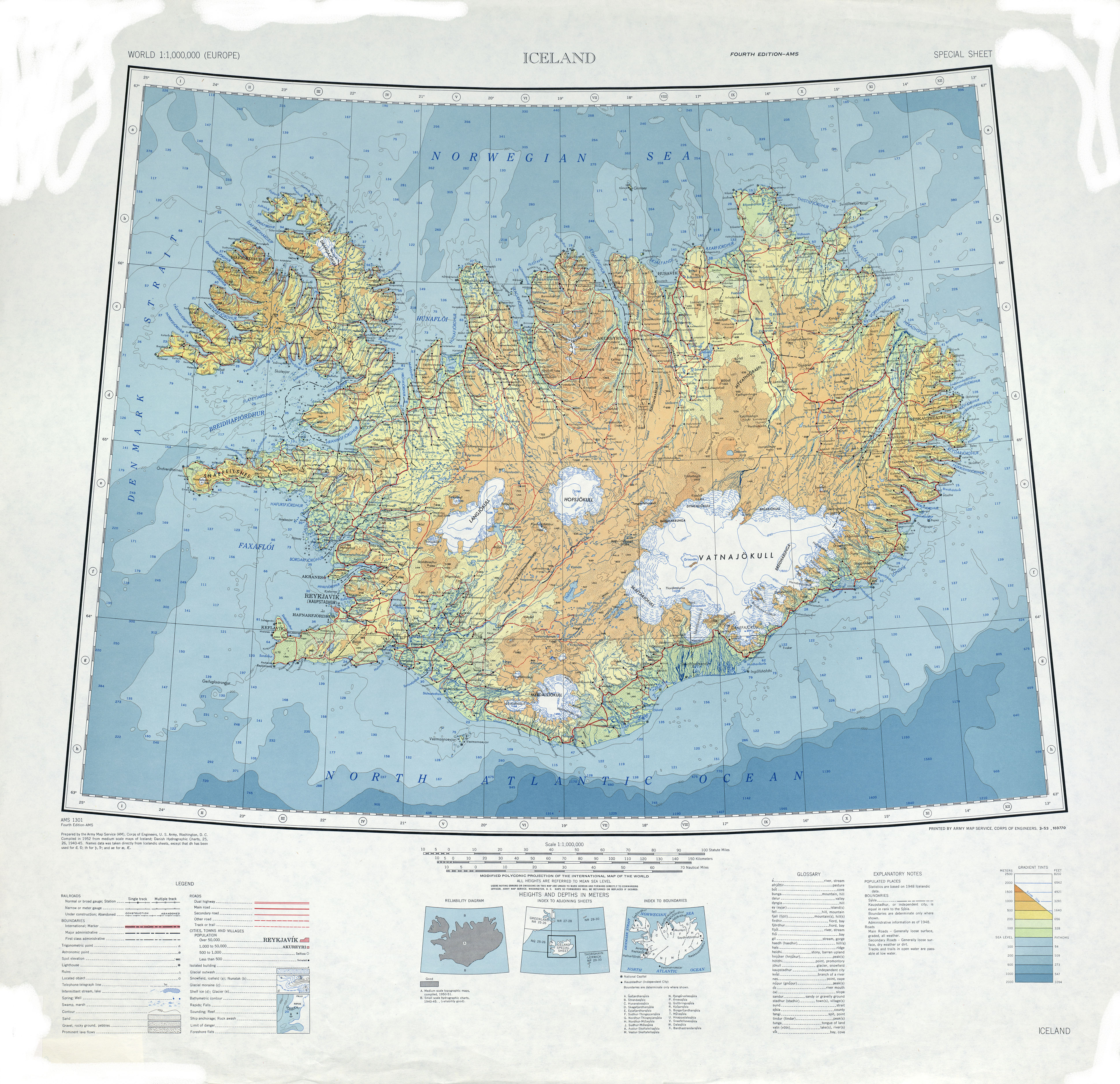
アイスランドの地形図

アイスランドの地理（アイスランドのちり）では、アイスランドの地理についての概説を記す。

## 概要
アイスランドは北大西洋に浮かぶ中規模の大きさの島である。この島はグリーンランドの南東、北極圏のすぐ南に位置している。発散型プレート境界である大西洋中央海嶺が海面上に露出したものである。ニューヨーク市から4,200 km (2,609.8 mi)、スコットランドから860 km (534.4 mi)離れている。「アイスランド」という言葉は、アイスランド島のほぼすべての陸域と人口を含み、時にはアイスランド共和国と呼称されるこの国について言及する時にもつかわれる。
居住地帯は海岸線に集中している。首都レイキャビクを中心とした大レイキャヴィークおよび南西部に人口が集中している。アイスランド中央高地はほぼ無人地帯である。

### 自然
アイスランドは島内に広範囲にわたる火山活動と地熱活動が盛んな地域が有る。ユーラシアプレートと北アメリカプレートのプレート境界を示す大西洋中央海嶺に関係したリフトがアイスランドを南西から北東にかけて横切っている。この地理的特徴はシンクヴェトリル国立公園で卓越している。そこでは、岬のように岩が突き出し、天然の円形劇場の様相をなしている。この場所は930年にアイスランド共和国の国会であるアルシングが最初に開会された場所である。
最近の火山噴火に起源をもつアイスランドにある陸地の半分は、山岳性の溶岩砂漠と荒野を構成している。最高所での海抜は2,119 m (6,952 ft) である。国土面積の11パーセントが三つの巨大な氷河で占められている。
- ヴァトナヨークトル (8300 km²)
- ラゥングヨークトル（英語版） (953 km²)
- ホーフスヨークトル (925 km²)

そして、いくつかの小さな氷河を示す。
- ミールダルスヨークトル (695 km²)
- ドラゥンガヨークトル（英語版） (199 km²)
- エイヤフィヤトラヨークトル (107 km²)
- スナイフェルスヨークトル (11 km²)

全土地の20パーセントが放牧に利用され、たったの1パーセントしか農地として利用されていない。現在、スカゥラネースで森林再生計画が進行中である。化石化した樹木の花粉や初期の植民者による記述は、8世紀から10世紀にヒトが移り住む以前にはアイスランド島の面積の30から40パーセントが森林でおおわれていた事を示している。
人類の定住後、森林の半分以上が伐採され、ウシの飼育とコムギの栽培が行われた。16世紀以後の小氷河期により産業がヒツジの放牧に切り替えられ、18世紀の初めには25万頭を超えるヒツジが放牧されていたが、19世紀にその数は50万頭以上に達した。ヒツジの過放牧、気候の寒冷化が重なりアイスランドの土壌は激しい侵食を受け、使い物にならなくなった多くの農地が放棄され砂漠化が進行している。
今日では、森林の面積は植民前の3パーセントまで減少しており、ラーガルフリョゥト近くのハトルオルムススターザルスコゥグル (Hallormsstaðarskógur)やアークレイリ近くのヴァグラスコゥグル(Vaglaskógur)などに自生しているカバノキ属の植物で構成された森が小さくパッチ状に生えているだけである。
島の周囲を流れるメキシコ湾流からの気候を穏和化する作用のおかげで、島の気候は湿潤で涼しい夏と、比較的マイルドだが風が吹きすさぶ冬で特徴づけられる。首都レイキャヴィークでは、夏、7月の平均気温が11 °C (51.8 °F)であり、冬、1月の平均気温が0 °C (32 °F) である。

## 統計
地理座標系
北部欧州（歴史・文化的理由により、北アメリカの一部とはみなされない）、グリーンランド海と北大西洋の間、ブリテン諸島の北西に位置する。
- 北緯65度00分 西経18度00分 / 北緯65.000度 西経18.000度
- 最北端: Rifstangi, 66°32′3" N (Kolbeinsey, 67°08,9 N)
- 最南端: Kötlutangi, 63°23′6" N (Surtsey, 63°17,7 N)
- 最西端: Bjargtangar, 24°32′1" W
- 最東端: Gerpir, 13°29′6" W (Hvalbakur, 13°16,6 W)

地理区分
北極地域
領域
- 総面積: 103,125 km²
- 陸域面積: 100,329 km²
- 水面: 2,796 km²

国土の大きさの比較
北海道より少しだけ大きい; アメリカ合衆国・ケンタッキー州よりやや小さい; グレートブリテン島の約半分程度。
陸上の国境線
0 km
海岸線
4,988 km
領水（アイスランド共和国の司法権が及ぶ水域）
- 大陸棚: 200 nmi (370.4 km; 230.2 mi) もしくは大陸縁辺の端まで。
- 排他的経済水域(EEZ): 200 nmi (370.4 km; 230.2 mi)

アイスランドのケッペンの気候区分

- 領海: 12 nmi (22.2 km; 13.8 mi)

気候
気温; 北大西洋海流により穏和; 温暖で穏やか、冬は吹雪が吹き荒れる; 涼しい、南西部では湿った夏。
地勢
ほぼ全域がところどころに山頂を点在させた高原、雪原; 海岸線は入り江や湾やフィヨルドで深く入り組んでいる。
標高の極値
- 最低地点: ヨークルスアゥルロゥン: -146 m, 大西洋 0 m
- 最高地点: クヴァンナダルスフニュークル 2,110 m

天然資源
魚、水力、地熱など
土地利用
- 農地: 0.07%
- 樹園作物（果物、堅果類など）: 0%
- 永年放牧地: 23%
- 森林および疎林: 1%
- その他: 76% (1993 est.)

灌漑農耕
NA
自然災害
地震、火山活動, 雪崩、および氷河湖決壊洪水 (若しくは ヨークルフロイプとも)
現在の自然環境の維持に関する問題点
耕地に播いた化学肥料が流失する事による水質汚染; 不十分な下水処理
国際的環境保護協定（条約）
- 批准: 大気汚染条約(CLRTAP), 生物多様性条約, 地球温暖化防止条約, 砂漠化対処条約, ワシントン条約, バーゼル条約, 国連海洋法条約, ロンドン海洋投棄条約, CTBT, モントリオール議定書, マルポール条約, ラムサール条約, 国際捕鯨取締条約
- 署名したが批准せず。: 残留性有機汚染物質大気汚染議定書, 環境改変兵器禁止条約, 公海の生物資源の漁業及び保全に関する条約(CFCLRHS)

地政学上の注記事項
グリーンランドとヨーロッパ大陸の間にある戦略上の要衝（GIUKギャップを参照のこと）; 欧州最西端の国; ヨーロッパ大陸にある全部の氷河を集めたよりも広い氷河がアイスランド島を覆っている。

## 対蹠地
アイスランドにとっての「地球の裏側」に相当する陸地は存在しない。対蹠点とされる位置から最寄りの陸地はバレニー諸島である。そこは南氷洋に浮かび、ニュージーランドが領有権を主張している。逆に、バレニー諸島の最北/最西端であるヤング島の対蹠点は北部中央アイスランド海岸沖、スキャルファンディ湾に浮かぶフラティー島とグリムセイ島の間、どちらからも10 km離れたところに位置している。

## 地図と画像

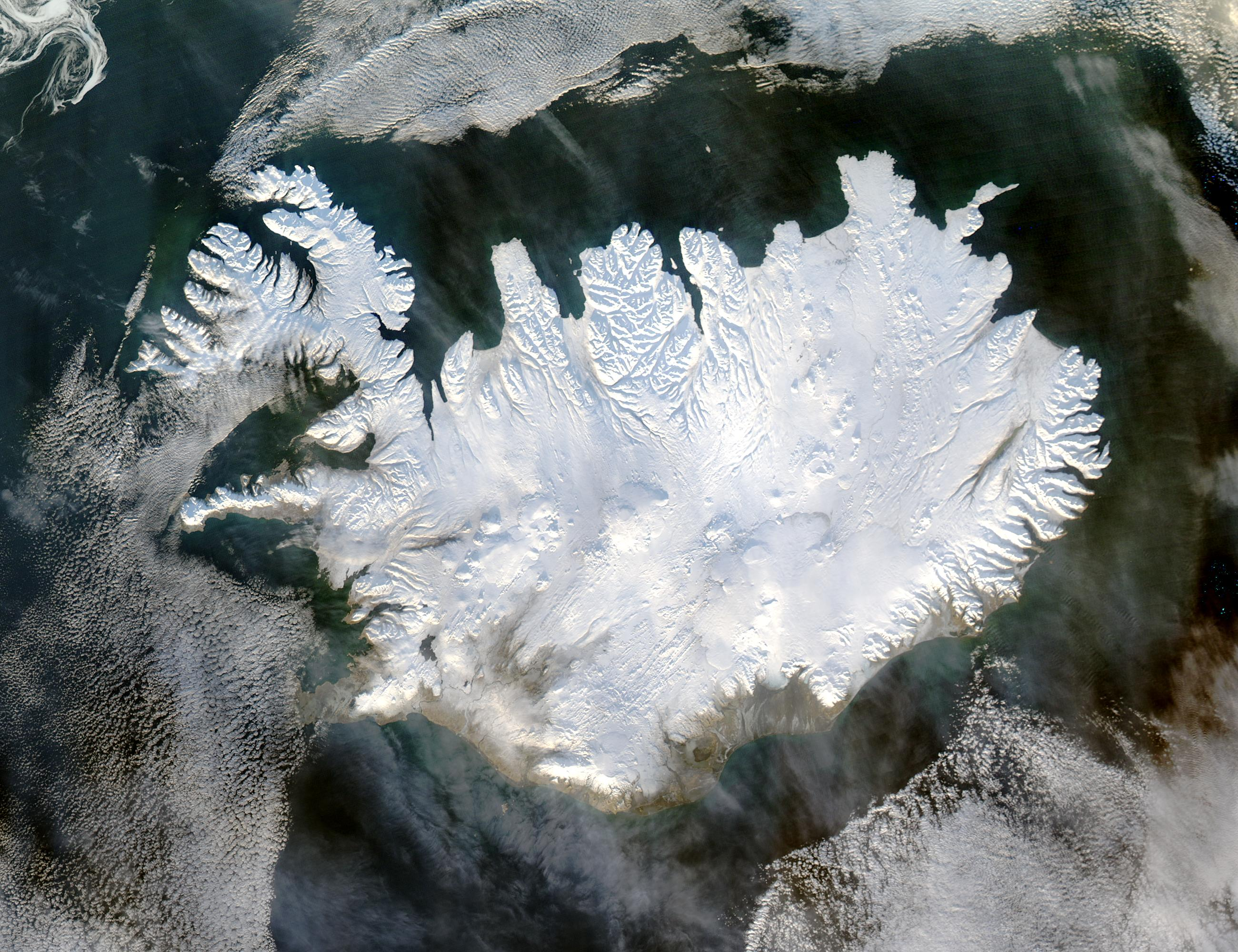
肉眼で見たときの色彩に一番近くなるよう処理した衛星画像。冬季のアイスランドを上空から写す。
アイスランドの活発な火山活動がある地域と火山システム
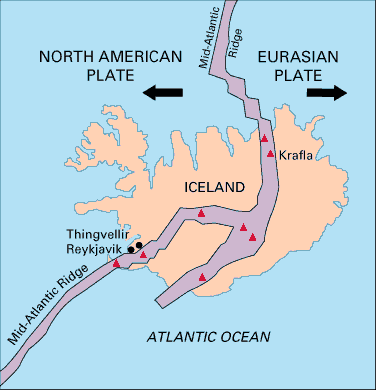
大西洋中央海嶺がアイスランドの上を横断して北アメリカプレートとユーラシアプレートを分断している様を示す地図
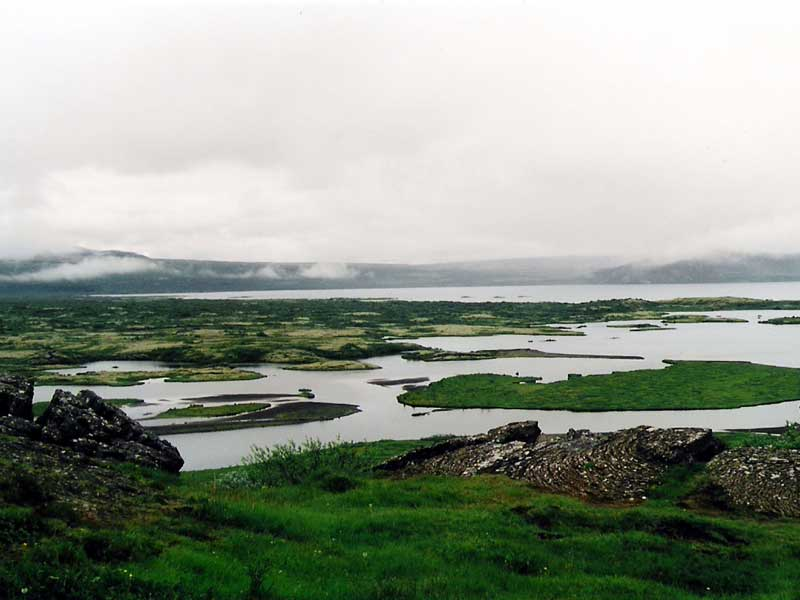
ユーラシアと北アメリカのテクトニック・プレートを分かち合う断崖
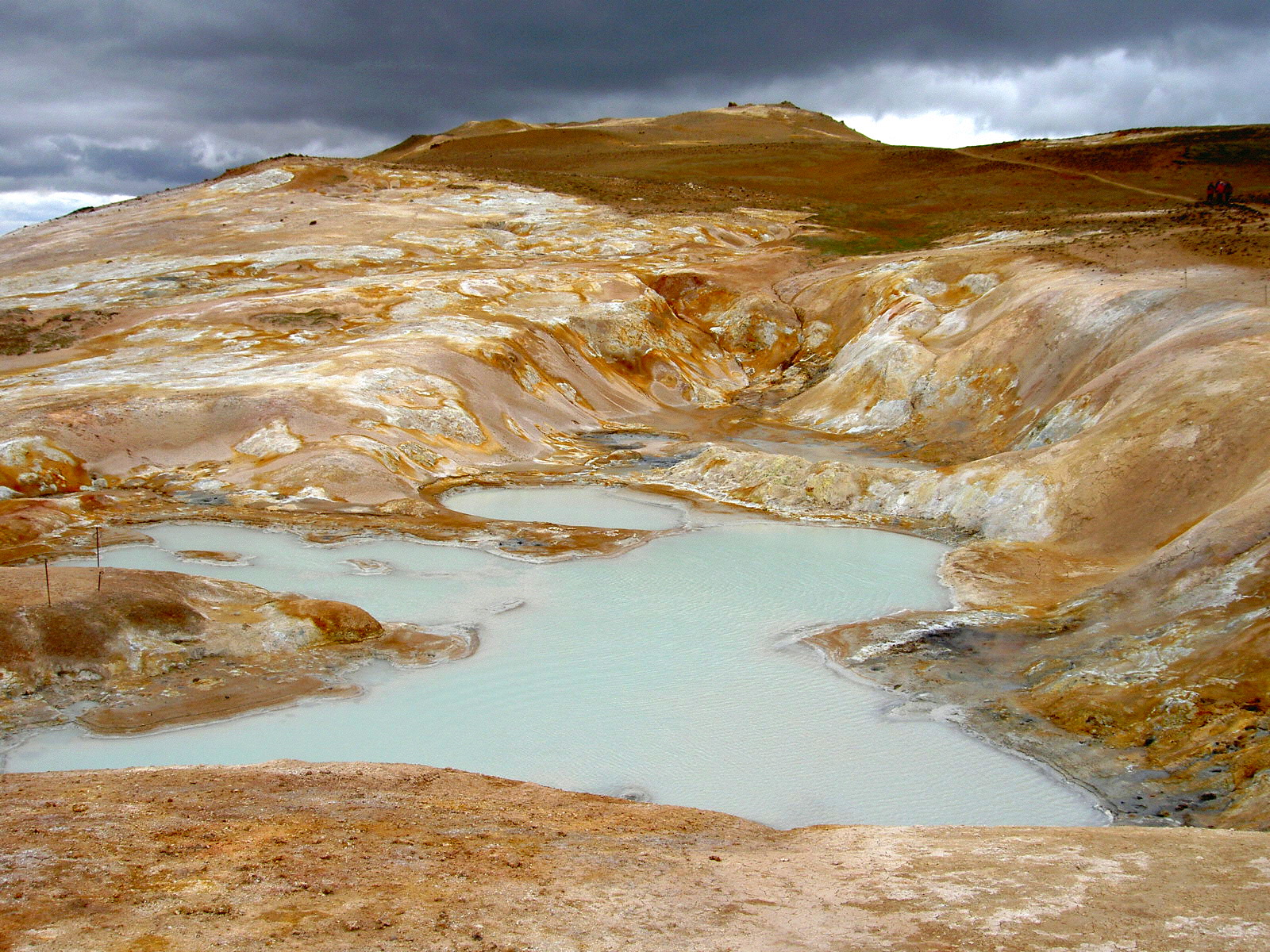
アイスランドは硫黄の堆積物に富んでいる。